# Emmanuel Letlotlo
Emmanuel Letlotlo (sinh ngày 15 tháng 11 năm 1995) là một cầu thủ bóng đá người Nam Phi thi đấu ở vị trí tiền đạo cho Kaizer Chiefs ở ABSA Premiership.

## Sự nghiệp
Sinh ra ở Soweto, Letlotlo ký hợp đồng 3 năm cùng với đội bóng ABSA Premiership Kaizer Chiefs vào ngày 31 tháng 5 năm 2016 sau khi trở thành vua phá lưới ở giải dự bị. Anh có màn ra mắt cho câu lạc bộ vào ngày 23 tháng 8 năm 2016 ở giải vô địch trước Bidvest Wits. Anh vào sân ở phút 56 thay cho George Lebese khi Kaizer Chiefs thất bại 2–1.

## Thống kê sự nghiệp
Tính đến 25 tháng 10 năm 2016
| Câu lạc bộ          | Mùa giải            | Giải vô địch        | Giải vô địch | Giải vô địch | Cúp Quốc gia | Cúp Quốc gia | Cúp Liên đoàn | Cúp Liên đoàn | Châu lục | Châu lục  | Tổng cộng | Tổng cộng |
| Câu lạc bộ          | Mùa giải            | Hạng đấu            | Số trận      | Bàn thắng    | Số trận      | Bàn thắng    | Số trận       | Bàn thắng     | Số trận  | Bàn thắng | Số trận   | Bàn thắng |
| ------------------- | ------------------- | ------------------- | ------------ | ------------ | ------------ | ------------ | ------------- | ------------- | -------- | --------- | --------- | --------- |
| Kaizer Chiefs       | 2016–17             | Premier Division    | 1            | 0            | 1            | 0            | 0             | 0             | 0        | 0         | 2         | 0         |
| Tổng cộng sự nghiệp | Tổng cộng sự nghiệp | Tổng cộng sự nghiệp | 1            | 0            | 1            | 0            | 0             | 0             | 0        | 0         | 2         | 0         |